# Ölkatastrophe im nördlichen Amazonastiefland Ecuadors

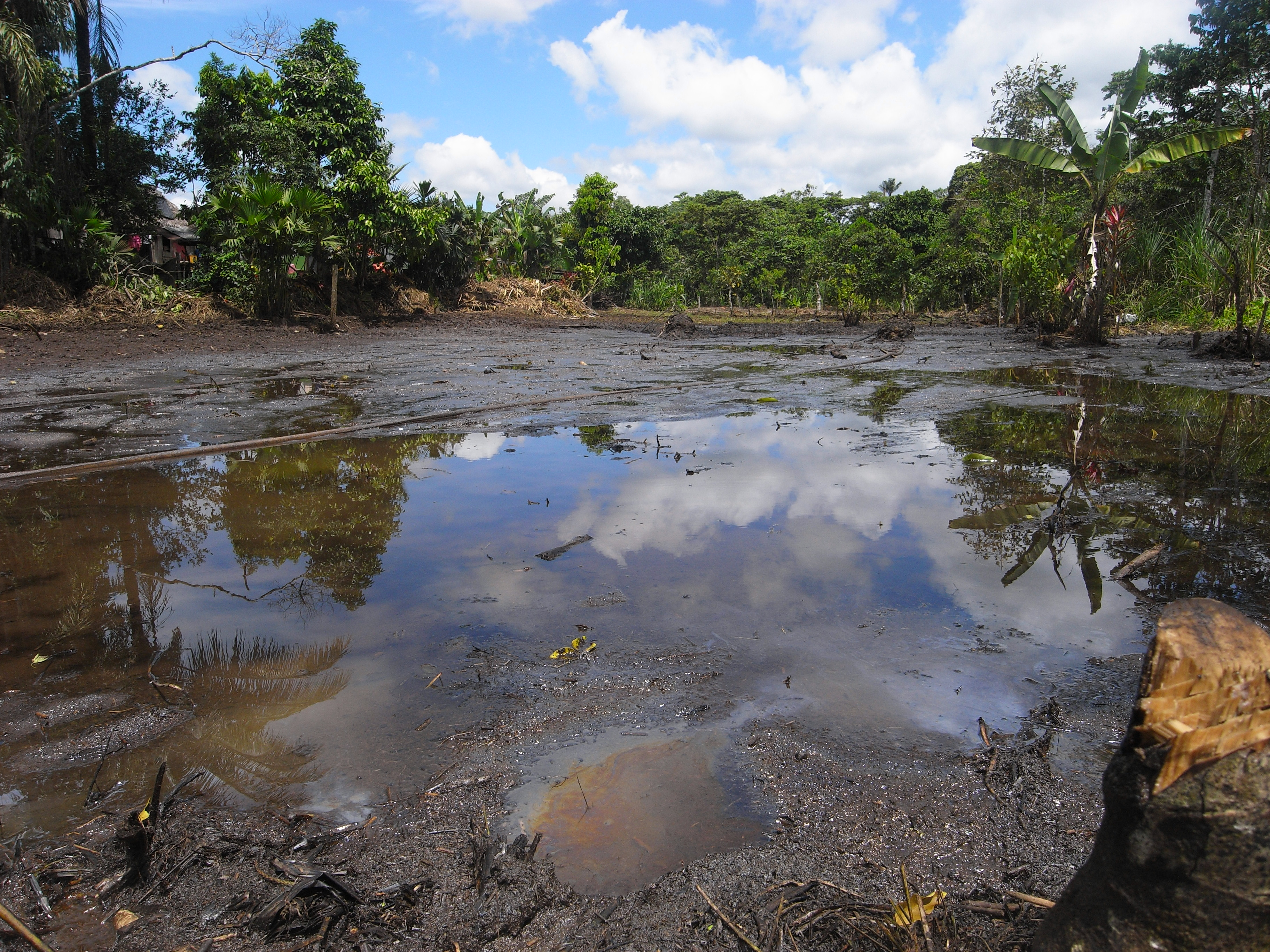
Mit öligen Rückständen aus Formationswasser gefüllte, ungesicherte Produktionsgrube im ecuadorianischen Regenwald

Bei der Ölkatastrophe im nördlichen Amazonastiefland Ecuadors handelt es sich um eine großflächige Ölverschmutzung, die im Zeitraum von 1964 bis 1992 durch unsachgemäße Förderung der Mineralölunternehmen Texaco (seit 2001 mit der Chevron Corporation fusioniert) und Gulf Oil entstand. Dabei gelangten rund 60.000 t Ölrückstände und über 55.000 t Rohöl in die Umwelt. Betroffen ist insbesondere die Region um Nueva Loja in der Provinz Sucumbíos sowie der Korridor aus Straßen und Pipelines bis zur Stadt Coca und darüber hinaus in der südlich angrenzenden Provinz Orellana. Die Kontamination hat auch noch Jahrzehnte nach ihrer Entstehung massive und zum Teil irreversible ökologische und soziale Folgen.

## Geschichte

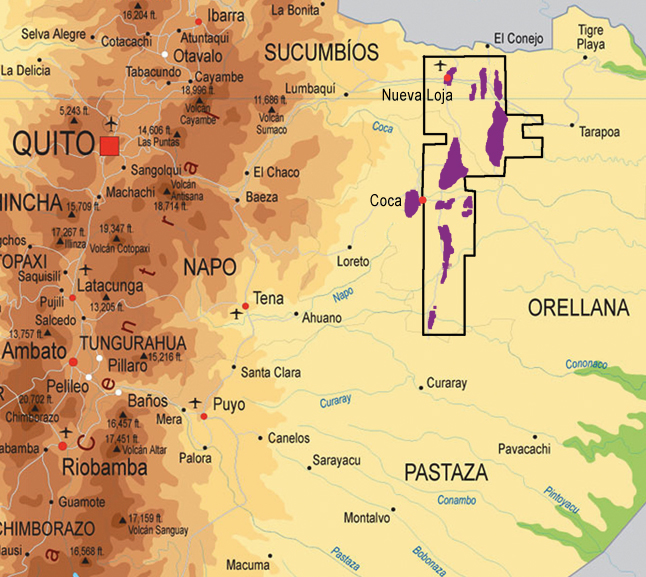
Lage der Konzessionsgebiete und Ölfelder im Nordosten Ecuadors

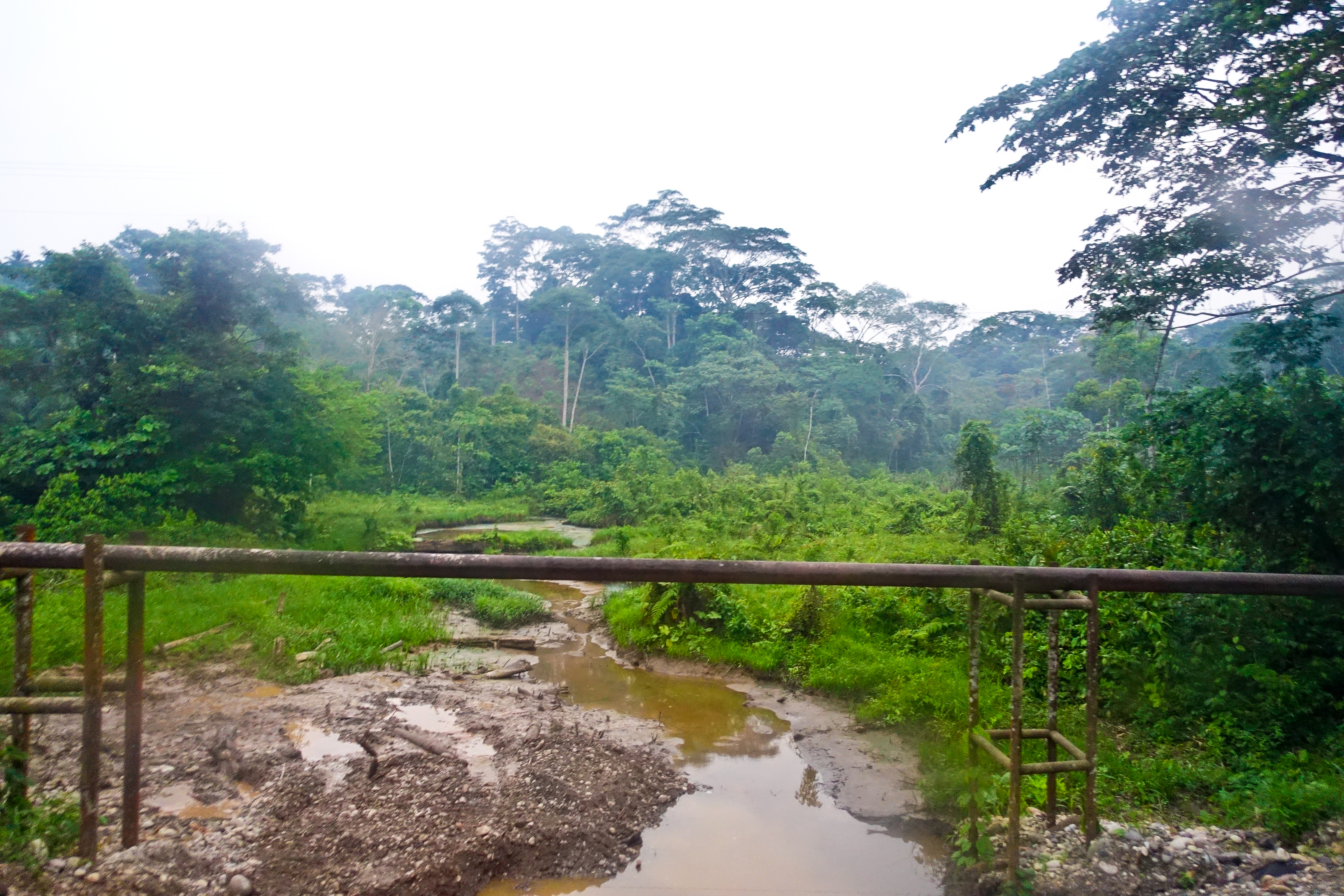
Pipeline an der E10, östlich von Lago Agrio, unweit des Cuyabeno-Naturreservates

1963 vergab die damalige Militär-Junta Ecuadors nach erfolglosen Explorationsmaßnahmen durch Shell del Ecuador Ltda. (zwischen 1937 und 1950) erneut Förderkonzessionen für ein Gebiet von insgesamt 14.000 km² im Amazonastiefland (Oriente), das zu dieser Zeit noch eine unberührte Wildnis war. 1967 begann die Förderung durch die beiden US-Firmen Texaco und Gulf – ausgehend von der Stadt Coca – nördlich des Río Napo. Dabei kam es zu erheblichen Schäden an Umwelt und Menschen, deren Ausmaß durch die aktive Kolonisierungspolitik für das Amazonas-Tiefland, die der Staat in den 1960er bis 80er Jahren durchführte, noch erheblich vergrößert wurde.
1976 stieg der ecuadorianische Staat in die Förderung ein und übernahm den Anteil von Gulf im Ölförderkonsortium mit Texaco. 1990 übernahm der staatliche Konzern Petroecuador (gegr. 1989) offiziell die Förderung von Texaco. 1992 verließ Texaco endgültig Ecuador.
1993 verklagten 30.000 ecuadorianische Bürger Texaco auf Entschädigung für die erheblichen Schäden. Laut Klageschrift habe der Konzern große Flächen im nördlichen Oriente seit den Siebzigerjahren kontaminiert und die Schäden an Mensch und Umwelt nicht hinreichend kompensiert. Die Klageschrift legte folgende Schäden zu Grunde:
- 5.000 km² zerstörter Regenwald,
- Verseuchung der Umwelt mit 70 Milliarden Liter giftiger Flüssigkeiten (Formationswasser, Erdölrückstände) und 900 Müllhalden mit toxischen Stoffen, die Böden, Flüsse und Lagunen vergifteten,
- Verschiedenste Gesundheitsfolgen, u. a. Ansteigen der Krebsrate in der Region.

1995 zahlte Texaco in Absprache mit der damaligen Regierung 40 Millionen Dollar zur Beseitigung der massivsten Umweltschäden. Die Klage wurde jedoch aufrechterhalten, da die Kläger die Zahlung für völlig unzureichend hielten. Zudem wären die Folgen für die Gesundheit der Bevölkerung komplett unberücksichtigt geblieben.
2002 stimmte ein US-Gericht der Klage gegen Texaco zu, verwies den Antrag jedoch an ein ecuadorianisches Gericht. 2003 begann der Prozess gegen den Rechtsnachfolger Chevron. 2009 strengte Chevron (Jahresumsatz mehr als 200 Mrd. US-Dollar) ein Schiedsgerichtsverfahren gegen Ecuador an, um die Zahlung abzuwenden. Man berief sich dabei auf ein Investitionsschutzabkommen, das die USA 1995 mit Ecuador geschlossen hatte. 2013 verurteilte ein ecuadorianisches Gericht Chevron zu 8,65 Milliarden US-Dollar Schadenersatz. Der Konzern akzeptierte das Urteil jedoch nicht, weil er 1. die von Texaco geleisteten Zahlungen für ausreichend hielt, 2.  keine Verantwortung mehr sah, da der staatliche Konzern Petroecuador 1990 die Anteile von Texaco übernommen habe und 3. selbst erst nach Beendigung der Aktivitäten von Texaco in Ecuador den Konzern übernommen habe.
2014 entschied der US-Bundesrichter Kaplan zugunsten von Chevron. Seine Begründung stützte sich auf die Behauptung, dass die Anwälte der Kläger die Verhandlungen in Ecuador durch Bestechung und ein gefälschtes Umweltgutachten beeinflusst hätten. Der damalige Richter in Ecuador, Alberto Guerra, sagte hierzu als Starzeuge zugunsten Chevrons aus. Der Staat Ecuador legte daraufhin Berufung ein. Am 19. Juni 2017 wurde die Berufung vom obersten Gerichtshof der USA abgewiesen. Im September 2018 erklärte der Ständige Schiedshof das ecuadorianische Urteil für ungültig. Es bestätigte den Einwand von Chevron, das Urteil sei aufgrund von Bestechung erfolgt. Zusätzlich verstieß das Urteil gegen ein Investitionsschutzabkommen von Ecuador mit den USA.
Der Rechtsanwalt der Kläger, Steven Donziger, verlor wegen des sehr kontroversen Urteils anschließend zudem seine Zulassung. Später kam heraus, dass der Zeuge Alberto Guerra mehrere hunderttausend Dollar von Chevron erhalten hatte. Der Zeuge bestätigte unter Eid auch, im Prozess gelogen zu haben. Im September 2020 legten die Rechtsanwaltsvereinigungen National Lawyers Guild und International Association of Democratic Lawyers eine gemeinsame Beschwerde gegen den Richter Kaplan ein, laut dem Vorwurf nimmt Kaplan seit 10 Jahren eine unterstützende Rolle für Chevron ein. Laut der Organisation Amazon Watch hielt Kaplan Vermögensanteile an Chevron.
Die Kläger versuchten weiterhin, ihre Forderungen gegen Ableger von Chevron in Argentinien, Brasilien und Kanada durchzusetzen. In Kanada hatten die Richter zuletzt wichtige Argumente des Erdölmultis entkräftet.

## Ausmaß der Schäden und politischer Hintergrund

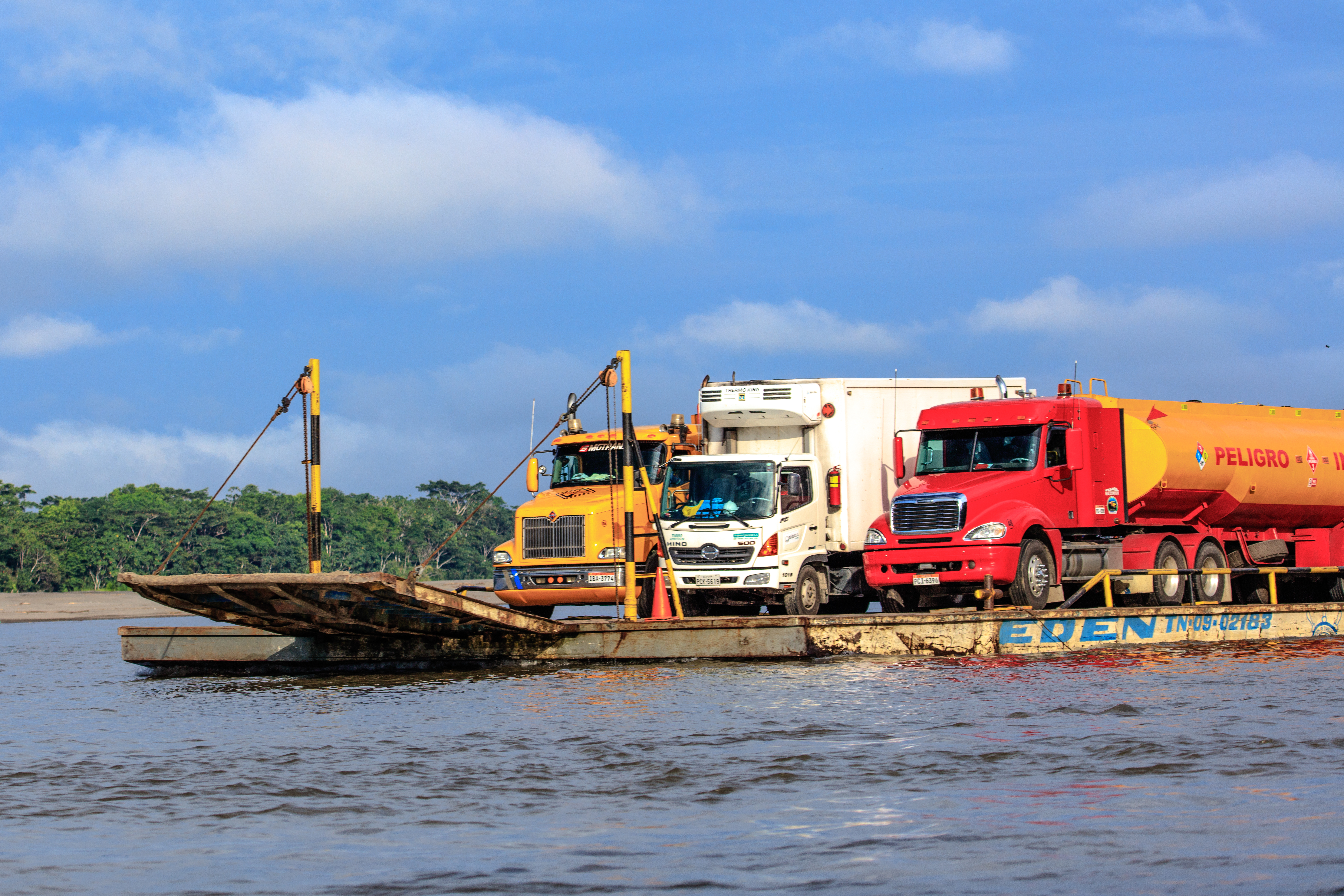
Lastwagen der Ölkonzerne auf einer Fähre über den Río Napo

Trotz etlicher Gutachten lassen sich über das tatsächliche Ausmaß von Unfällen und der Umweltverseuchung im Rahmen der Erdölförderung hinsichtlich vertuschter Vorkommnisse und fehlender offizieller Angaben letztendlich nur Spekulationen anstellen.
Sicher ist, dass die indigenen Bevölkerungsgruppen im
nördlichen Amazonastiefland vom Erdölboom überrascht wurden. Insbesondere Texaco arbeitete mit größtmöglicher Profitorientierung bei mangelnden Umweltauflagen und fehlenden Kontrollen. Dies führte innerhalb weniger Jahrzehnte zu folgenden Nebenwirkungen:
- Direkte Folgen
  - Entwaldung durch die Anlage von Straßen, Depots, Förderanlagen und Pipelines in abgelegenen Regenwaldgebieten
  - zum Teil irreversible Schäden durch die umwelttoxischen Auswirkungen von freigesetztem Erdöl, Abwässern und Abfallprodukten der Ölindustrie (Bodendegradation, Gewässerverschmutzung)
- Indirekte Auswirkungen
  - Besiedlung und Umwandlung von Waldflächen in landwirtschaftliche Nutzflächen entlang der Zugangs- und Transportstraßen
  - soziale Spannungen mit vielschichtigen Konflikten bis hin zu gewalttätigen Auseinandersetzungen und „Vertreibung“ indigener Ethnien (z. B. der Cofán)
  - Bedrohung zahlreicher Tierarten durch Überjagung und zunehmende Lebensraumzerstörung

Rohöl macht die Hälfte der ecuadorianischen Exporte aus. Entsprechend wichtig sind die Öldevisen und entsprechend stark leidet das Land unter niedrigen Ölpreisen.